# Výrobní štítek
Výrobní štítek (anglicky manufacturing tablet, data plate; rusky шильдик, šíldík, štítek, ale zjevně z angličtiny) je v technice důležitou popisnou součástí výrobků a strojů:
- Poskytuje technické informace a parametry o výrobku a jeho použití;
- o materiálovém složení výrobku a možnostech jeho následné likvidace a recyklaci;
- uvádí základní identifikační údaje o předmětu a jeho výrobci.

Štítek musí být odolný, aby byl trvalý. Například v elektrotechnice jsou tzv. štítkové hodnoty klíčové pro provoz zařízení, a to i desítky let od uvedení do provozu: Uvádí totiž závazné provozní hodnoty, jmenovité pracovní hodnoty technických veličin předepsané výrobcem, pro zachování jeho účinnosti, životnosti a bezpečnosti jak pro osoby (BOZP), tak prostředí (RoHS), a to včetně patentů, ochranných známek a certifikací.
Informace ze štítku vyplývající jsou závazné na obě strany:
- Na jednu stranu je uživatel povinen je dodržovat,
- na stranu druhou uvedené parametry výrobce garantuje.

Splnění štítkových hodnot, zejména případné odpovědnosti při nedodržení, tedy lze vymáhat, například při řízení o náhradu škody.
Už sama přítomnost štítku na výrobku je povinností pro výrobce, aby jej zaopatřil přímo na výrobek samotný. Bez štítku není na první pohled zřejmé například tzv. prohlášení o shodě, RoHS a potvrzení zkušebnou.

## Příklady
Přímo na motorech se běžně uvádějí tyto údaje: výrobce, místo výroby, označení typu, konstrukční princip, identifikace kusu; hmotnost, jmenovité otáčky, jmenovitý výkon...
- pro spalovací motor dále: objem (zdvih), počet válců a ventilů, spotřeba, palivo, mazivo...
- pro elektromotor dále: jmenovité napětí, jmenovitý proud nebo příkon, budící proud, počet pólpárů, schéma zapojení vinutí...
- pro čerpadlo dále: konstrukční princip (typicky podle vynálezce), tlak nebo výška vodního sloupce...

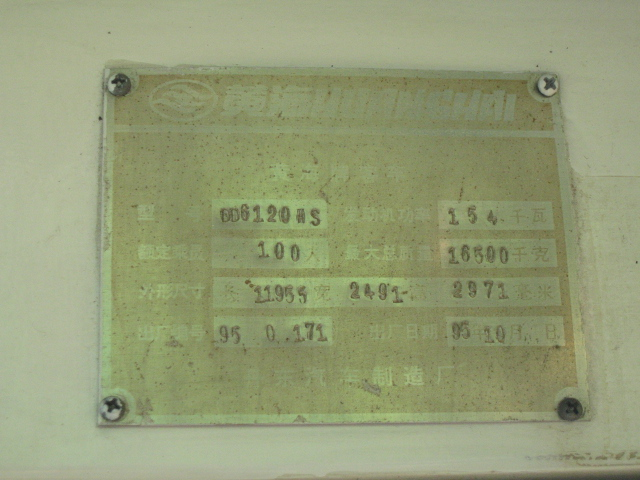
výrobní štítek čínského autobusu
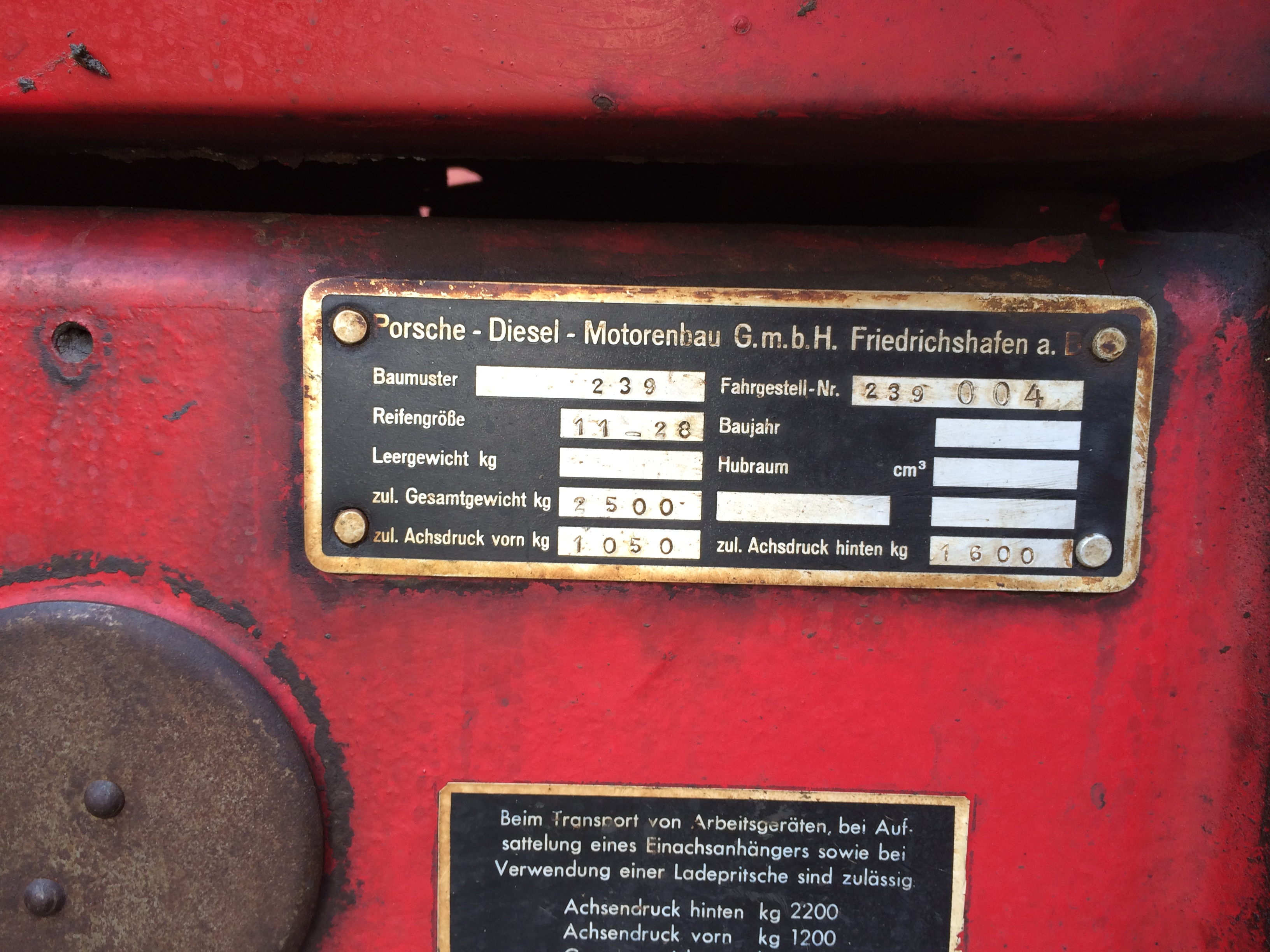
Porsche - diesel - Friedrichshafen
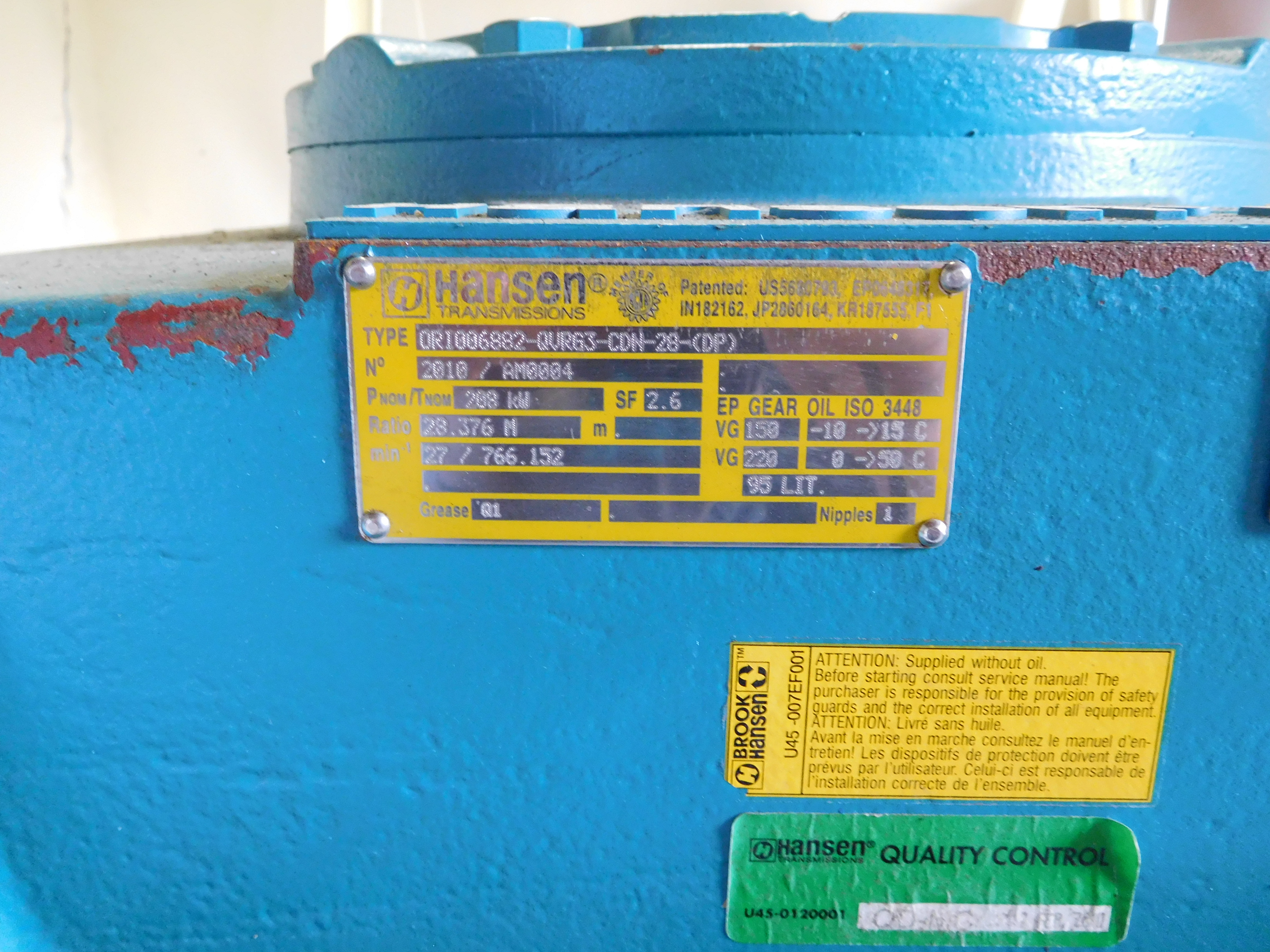
převodovka / rozvodovka
štítek 3f elektromotoru s možností přepínání YD (hvězda-trojúhelník)
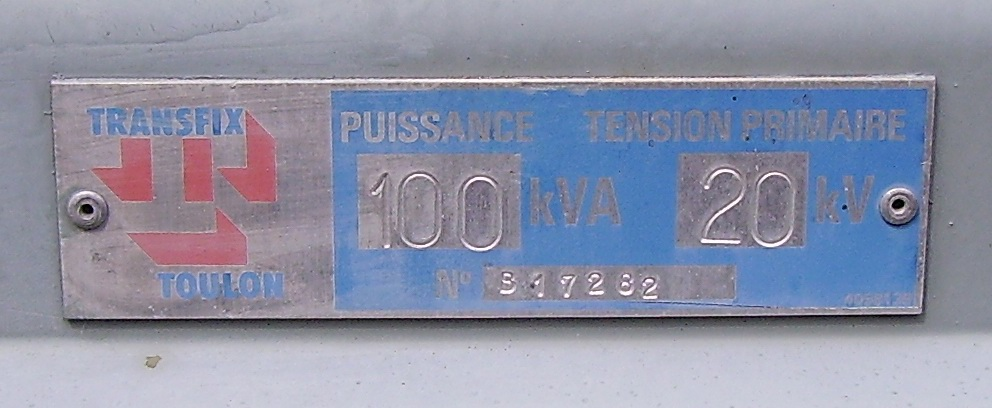
štítek 3f transformátoru
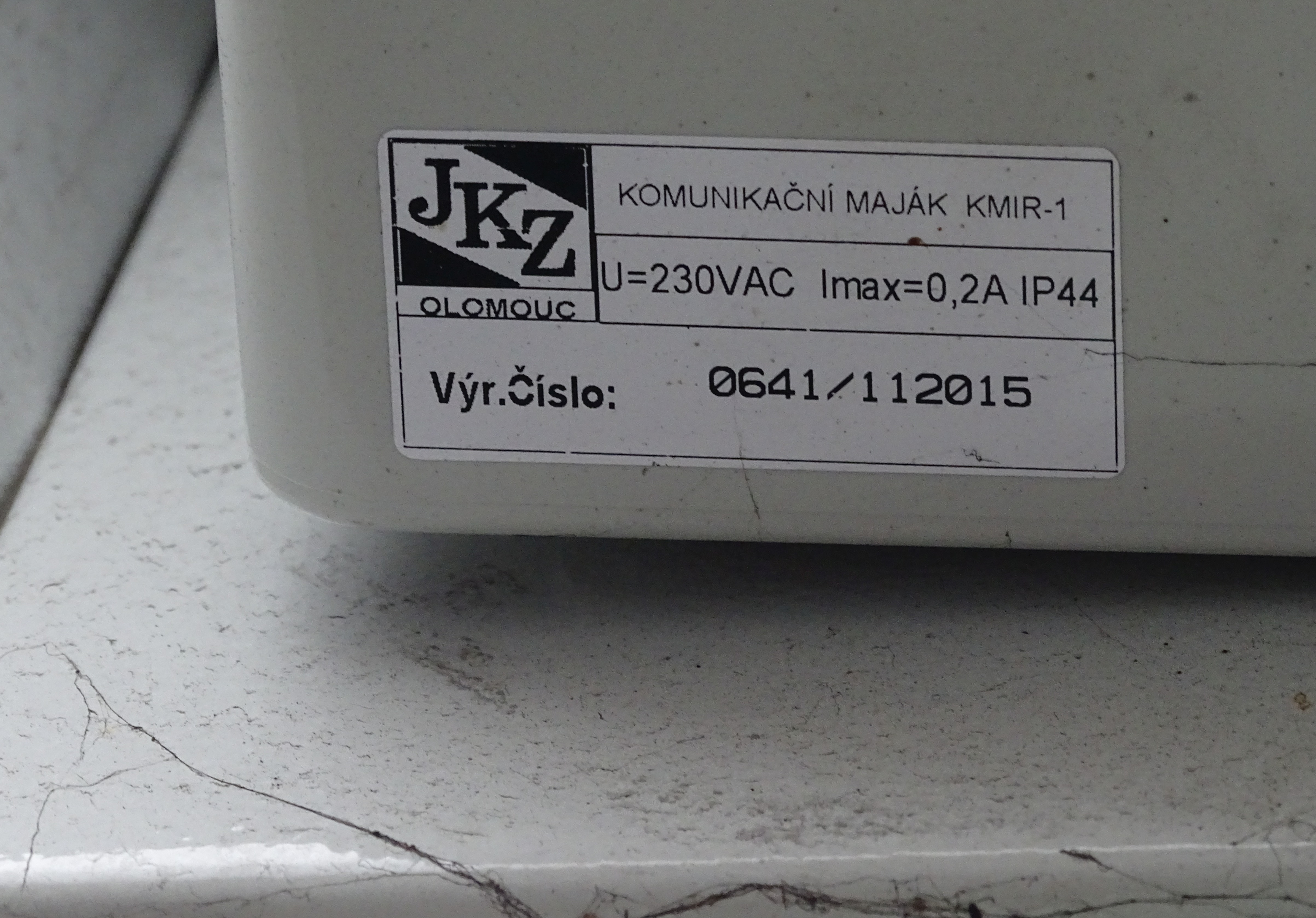
inframaják pro autobusy pražské MHD